# Vladimir Kirpichnikov
Vladimir Vassilevitch Kirpichnikov (en russe : Владимир Васильевич Кирпичников), né le 7 juillet 1903 à Simbirsk dans l'Empire russe et exécuté le 10 octobre 1950 à Moscou en URSS, est un général soviétique de l'Armée rouge.
Pendant la Seconde Guerre mondiale, il sert comme commandant de la 43e division de fusiliers. Fait prisonnier de guerre à la suite de la bataille de Porlampi, Kirpichnikov est le plus haut gradé capturé par l'armée finlandaise pendant la guerre d'Hiver et la guerre de Continuation. Après la guerre, il est accusé de trahison et exécuté.

## Biographie

### Jeunesse
Kirpichnikov est diplômé de l'Académie militaire d'infanterie d'Oulianovsk en 1925. Il sert comme chef de peloton, puis comme major et colonel dans la 11e division de fusiliers du district militaire de Léningrad. En 1937, Kirpichnikov sert comme chef d'état-major pendant la guerre civile espagnole et reçoit l'ordre de l'Étoile rouge. Il est nommé commandant de la 43e division de fusiliers en 1939. Durant la guerre d'hiver, Kirpichnikov reçoit l'ordre du Drapeau rouge. Après la guerre, il étudie à l'Académie militaire Frounze.

### Seconde Guerre mondiale
Kirpichnikov est capturé par les Finlandais lors de la bataille de Porlampi le 1er septembre 1941. Il est d'abord interrogé dans le village de Karissalmi, puis transféré au quartier général de l'armée finlandaise à Mikkeli. Les Finlandais veulent l'utiliser à des fins de propagande car ils savent qu'il tient des opinions critiques à l'égard du régime soviétique. Cependant, Kirpichnikov refuse de travailler pour les Finlandais. En décembre 1941, il est transféré à Sotavankileiri 1 (camp de prison 1), situé dans la municipalité de Köyliö, en Finlande occidentale. Le camp accueille plus de 3 000 prisonniers soviétiques, dont 1 000 officiers.
Selon d'autres prisonniers, Kirpichnikov se voit offrir le poste de commandant de l'Armée de libération russe, qu'il refuse. Les photos prises de Kirpichnikov sont constamment utilisées comme outil de propagande. Les plus célèbres montrent Kirpichnikov allumant la cigarette de son interrogateur, le général Lennart Oesch, et une photo colorisé le montrant avec un journal et un paquet de cigarettes Chesterfield. Il est repéré dans le film d'actualités de propagande finlandaise Puolustusvoimain katsaus 11 en 1941.

### Exécution
Une fois la guerre terminée, Kirpichnikov est renvoyé en Union soviétique où il est immédiatement arrêté par le SMERSH. Il est détenu dans un camp de prisonniers à Podolsk, puis plus tard à la prison de Lefortovo à Moscou. Accusé de haute trahison, il est  condamné à mort par le Collège militaire de l'URSS le 8 octobre 1950 et exécuté deux jours plus tard.

## Galerie

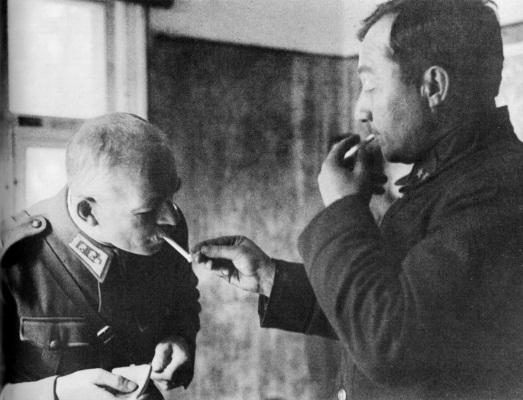
Kirpichnikov allumant la cigarette de Karl Lennart Oesch
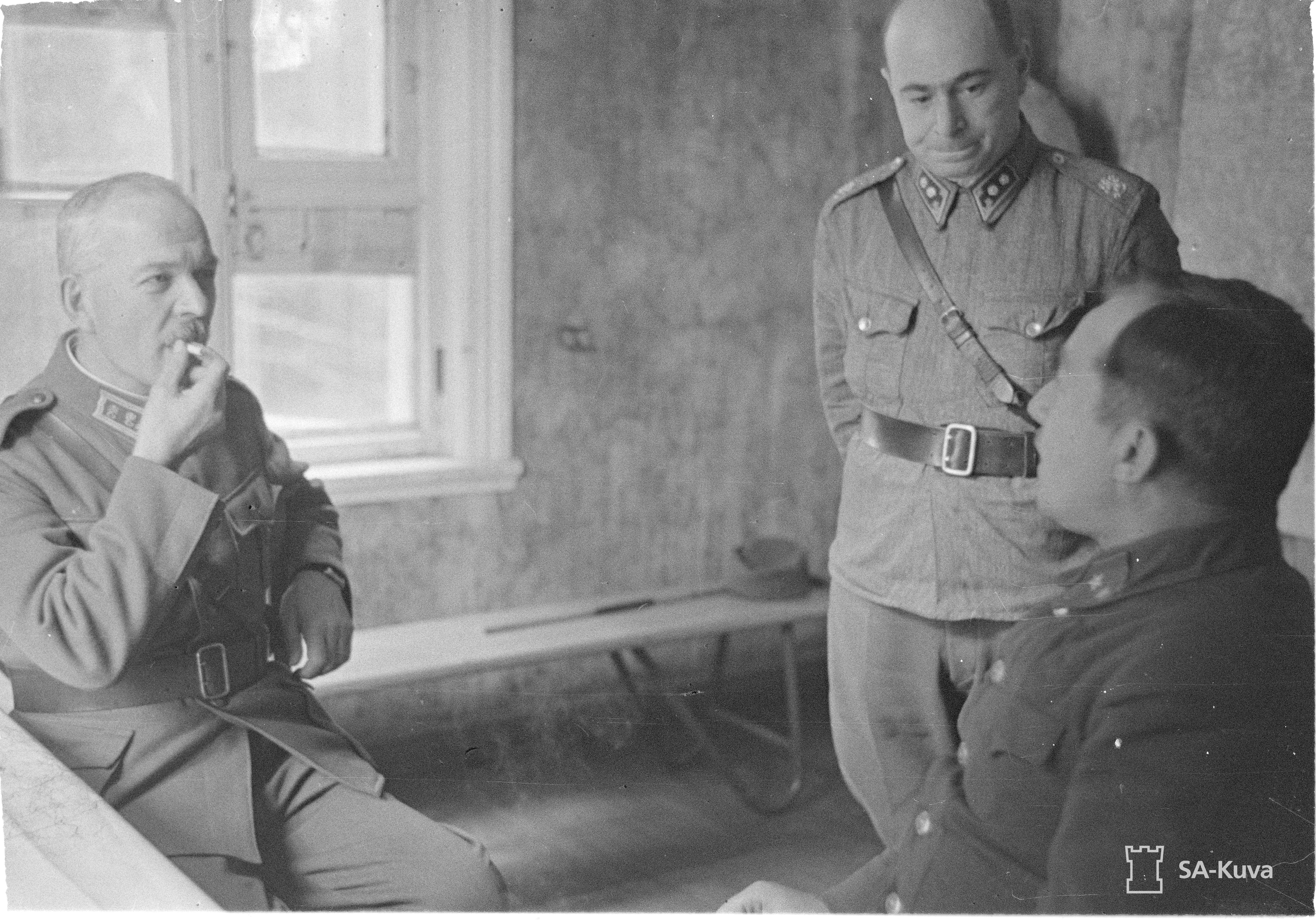
Kirpichnikov conversant avec Oesch, avec le lieutenant Georg Baronin comme interprète.